# 지귀
지귀(志鬼)는 한국 전설의 불귀신이다.
『삼국유사』에 그 존재가 언급되는데, 여기서는 그저 불을 일으키는 귀신이고 그 화재를 혜공이 막았다는 언급만 있을 뿐이다.:449
『수이전』에서부터 시작하여  『태평통재』(15세기), 『대동운부군옥』(16세기), 『해동잡록』(17세기)에 재인용된 이야기에서는, 선덕여왕을 짝사랑한 남자가 상사병을 앓은 끝에 마음 속에서부터 불이 나와 불귀신이 되어 사방을 불태우고 다닌 것이 지귀다. 또한 여왕이 지귀를 물리치기 위해 주술사에게 명해 지었다는 지귀주사(志鬼呪辭)가 전한다.
지귀심중화 (志鬼心中火) 지귀의 마음속 불길이
소신변화신 (燒身變火神) 몸을 사르더니 변하여 불귀신이 되었네
유이창해외 (流移滄海外) 먼 바다 밖으로 흘러가
불견불상친 (不見不相親) 볼 일도 만날 일도 없을지어다
『대동운부군옥』에서는 이 지귀주사를 문이나 벽에 붙이고 화재가 일어나지 않게 기원하는 풍속이 있었다고 한다.:449